# SEDA (banda)
SEDA é projecto musical português formado em 2009, com o lançamento de um álbum de versões de temas da música portuguesa da década de 1980. O projecto é constituído por Gabriela Barros, na voz, Miguel Ângelo Majer na bateria, programações e voz, e ainda, Ricardo Santos, nos sintetizadores e voz.
Miguel Ângelo Majer e Ricardo Santos são os produtores e criadores banda portuguesa Donna Maria. Com o projecto SEDA, elegem músicas portuguesas dos anos 80 como tema inspirador. Rádio Macau, Táxi, Sétima Legião, Rui Veloso, entre outros, fazem parte do alinhamento do primeiro trabalho SEDA, um disco de versões, lançado a 9 de novembro de 2009.
A cantora Gabriela Barros tornou-se mais conhecida com a sua participação como protagonista em novelas como Morangos com Açúcar (2010-2011) e Mulheres (2014), além do programa A Tua Cara Não Me É Estranha.
Em 2012 lançaram o seu segundo disco, Lá Vai Ela!, ainda composto por versões. O disco traz temas imortalizados por cantoras a solo como Gabriela Shaaf, Dora, Né Ladeiras ou grupos como Diva, Doce e Três Tristes Tigres.

## Discografia

### Seda
- - Lançamento: 9 de novembro de 2009
  - Formatos: CD, download digital
  - Gravadora: Farol Música

| Lista de faixas |                                | |         |  |
| N.º             | Título                         | Compositor(es)                                                                                            | Duração |  |
| 1.              | "Irreal Social"                | Francisco Monteiro, João Ferraz, João Loureiro, Paulo Faro                                                | 3:16    |  |
| 2.              | "40 Graus à Sombra"            | Radar Kadafi                                                                                              | 3:17    |  |
| 3.              | "Amanhã é Sempre Longe Demais" | | 3:55    |  |
| 4.              | "Cairo"                        | Henrique Oliveira, João Manuel Monteiro Carneiro de Carvalho, Rodrigo Freitas, Rui Taborda                | 3:39    |  |
| 5.              | "Sete Mares"                   | Francisco Menezes, Gabriel Gomes, Nuno Cruz, Paulo Marinho, Pedro Oliveira, Ricardo Camacho, Rodrigo Leão | 3:34    |  |
| 6.              | "Chuva Dissolvente"            | | 3:42    |  |
| 7.              | "A Rapariguinha do Shopping"   | | 3:19    |  |
| 8.              | "O Corpo é Que Paga"           | António Variações                                                                                         | 3:40    |  |
| 9.              | "Robot"                        | Luís Pedro Fonseca, Zé da Ponte                                                                           | 3:43    |  |
| 10.             | "Foram Cardos Foram Prosas"    | | 5:02    |  |
| 11.             | "Deixa-me Rir"                 | Jorge Palma                                                                                               | 4:23    |  |

### Lá Vai Ela!
- - Lançamento: 15 de outubro de 2012
  - Formatos: CD, download digital
  - Gravadora: Farol Música

| Lista de faixas |                                               |         |  |
| N.º             | Título                                        | Duração |  |
| 1.              | "Homem Muito Brasa" (de Gabriela Shaff)       |         |  |
| 2.              | "Uma Flor" (de Entre Aspas)                   |         |  |
| 3.              | "Sonho Azul" (de Né Ladeiras)                 |         |  |
| 4.              | "Dou-Te Um Doce" (de Lena d’Água)             |         |  |
| 5.              | "Paixão" (de Blackout)                        |         |  |
| 6.              | "Não Sejas Mau Para Mim" (de Dora)            |         |  |
| 7.              | "Amor Errante" (de Diva)                      |         |  |
| 8.              | "Bombom" (de Concha)                          |         |  |
| 9.              | "Amanhã de Manhã" (de Doce)                   |         |  |
| 10.             | "O Mundo a Meus Pés" (de Três Tristes Tigres) |         |  |
| 11.             | "Conquistador"                                |         |  |